# Hirondelle (België)
Hirondelle is een Belgisch historisch merk van bromfietsen en motorfietsen.
Begin jaren vijftig bracht Hirondelle bromfietsen op de markt en in 1953 een 125cc-scooter. Deze hadden Sachs-motoren en werden waarschijnlijk ook onder de naam Main d'Or verkocht.
Er bestond nog een merk met deze naam: zie Hirondelle (Frankrijk).